# Malladrite
La malladrite è un minerale.